# Heritage Bank Center
«Херитейдж Бэнк-центр» (англ. Heritage Bank Center) — крытая арена, расположенная в центре Цинциннати, рядом с стадионом «Грейт-Американ-Болл-Парк». Открытие арены состоялось в сентябре 1975 года.
Арена вмещает 17 556 человек и является крупнейшей крытой ареной в регионе Большого Цинциннати. В 1997 году на арене был проведен проект реконструкции стоимостью 14 миллионов долларов. В настоящее время основным арендатором является команда «Цинциннати Сайклонс» из ECHL.

## Названия арены
«Riverfront Coliseum» (1975–1997), «The Crown» (1997–1999), «Firstar Center» (1999–2002), «U.S. Bank Arena» (2002–2019), «Heritage Bank Center» (2019–н.в.).